# Conostylis serrulata
Conostylis serrulata är en enhjärtbladig växtart som beskrevs av Robert Brown. Conostylis serrulata ingår i släktet Conostylis och familjen Haemodoraceae. Inga underarter finns listade.